# 河村如壽
河村 如壽（かわむら ゆきとし、1841年8月14日 - 1897年4月8日）は、佐賀県出身、唐津藩士で奉行職（普請小奉行）を勤めた河村如茂（河村家三代目当主）の長男。藩末期の役職は御徒目付。明治3年（1870年）の改革で司民小属（旧制の御代官）に就任。廃藩後の町村制の実施により唐津村の初代村長に選出された。河村家の初代は、天明年中、小笠原家が奥州棚倉に在城の頃、「遠在役施（とうざいしやく）」として小笠原家に仕官したことに始まる。如壽は河村家四代目にあたる。

## 家族
- 曾祖父 ‐ 河村道有
- 祖父 - 河村道伯（御典医）
- 父 - 河村如茂（唐津藩士）
- 弟 - 河村藤四郎（実業家）
- 子 - 河村右介（裁判官）-東京帝国大学法学部卒業、神戸地方裁判所判事。
- 甥 - 河村嘉一郎（実業家、政治家）-東京帝国大学法科、政治学科卒業。初代唐津市長。